# 比奥科岛

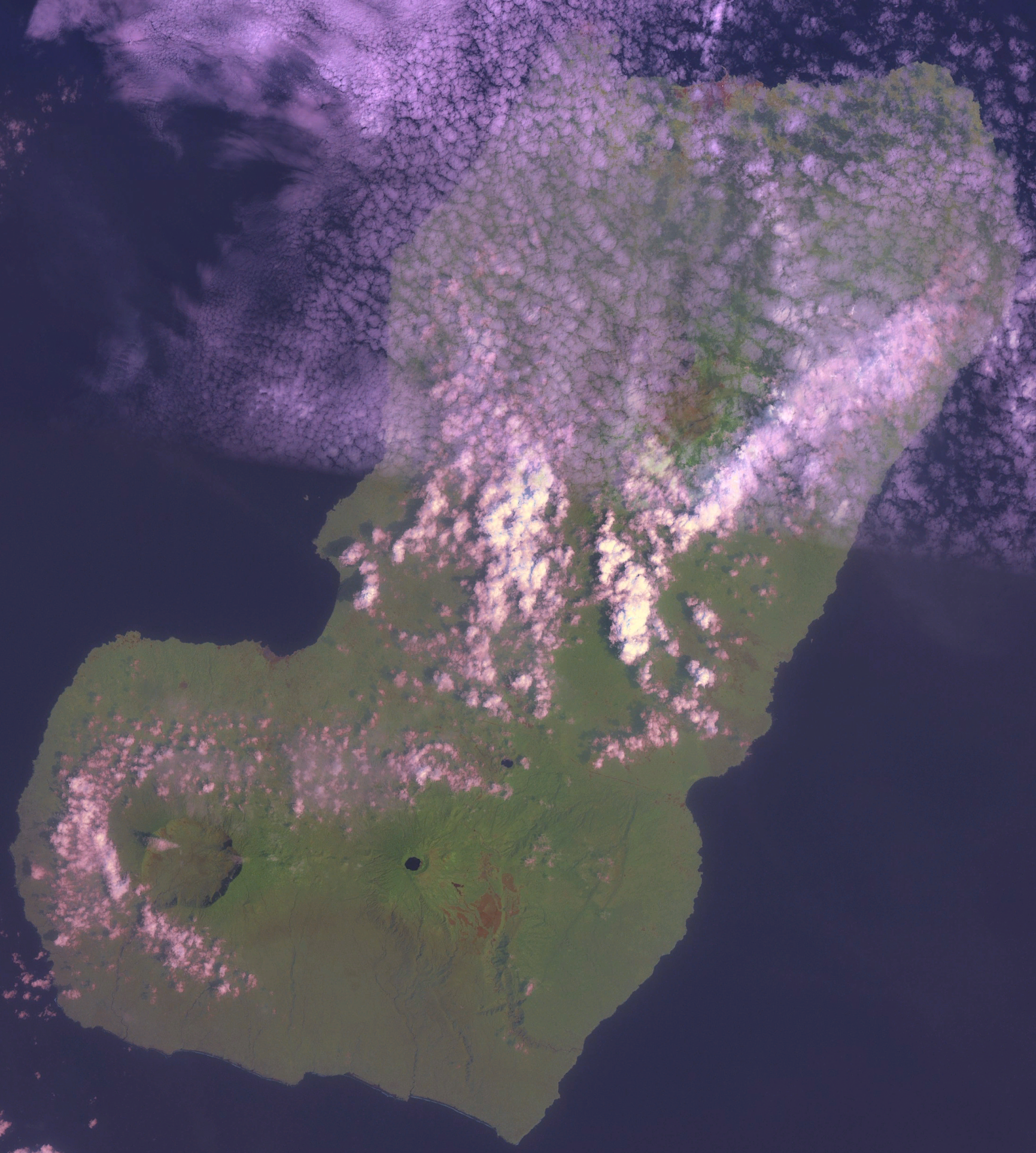
卫星俯瞰

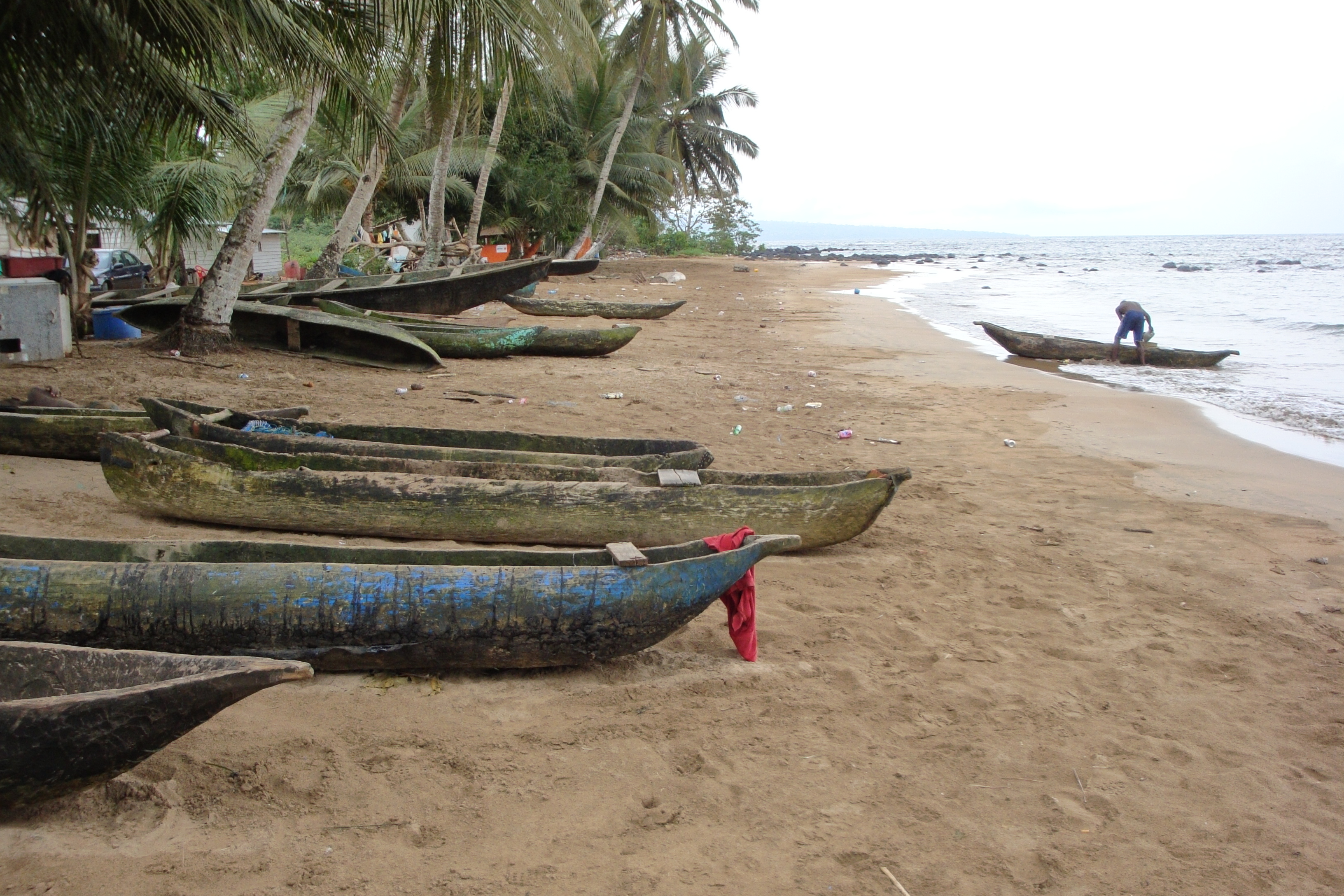
Arena Blanca beach, Bioko Island

比奥科岛（Bioko），原名“费尔南多波岛”（西班牙語：Fernando Poo），是非洲西海岸几内亚湾中的一个火山岛，属赤道几内亚管辖，该国首都马拉博即位于岛上。该岛面积为2017平方公里，岛上最高点3012米，人口13万人。該島嶼原為西班牙殖民地，因其發現者 —— 葡萄牙航海家斐南·德·波而得名。